# Kairouan
Kairouan  (în arabă القيروان ) este un oraș în  Tunisia. Este reședinta  guvernoratului Kairouan. Construit în secolul al VIII-lea, este unul dintre cele mai importante centre religioase islamice din Africa. A fost capitala țării până în secolul al XII-lea , când această funcție a fost preluată de Tunis.
Centrul vechi Medina din Kairouan (inclusiv moscheile din interiorul Medinei) sunt înscrise pe lista patrimoniului cultural mondial UNESCO.
Marea Moschee din Kairouan a fost fondată în anul 670 de către Uqba  Oqba Ibn Nafaa, constituind cea mai veche moschee din vestul lumii arabe. Aspectul actual l-a luat după lucrările de extindere dintre anii 817 și 863.
Moscheea Sidi Sahab  (impropriu denumită și „Moscheea Bărbii“) cuprinde mormântul lui Abu Zam'a al-Balawî, unul din însoțitorii profetului Mohammed, care a păstrat 3 fire din barba profetului.